# Mark Harmon
Mark Thomas Harmon (ur. 2 września 1951 w Burbank) – amerykański aktor i reżyser telewizyjny i filmowy.
1 października 2012 otrzymał własną gwiazdę w Alei Gwiazd w Los Angeles znajdującą się przy 6253 Hollywood Boulevard.

## Życiorys

### Wczesne lata
Urodził się w Burbank w Kalifornii w rodzinie katolickiej jako najmłodsze z trojga dzieci i jedyny syn aktorki Elyse Knox i Thomasa Dudleya „Toma” Harmona, legendy footballu. Jego matka była pochodzenia austriackiego, a ojciec miał korzenie irlandzkie, niemieckie i francuskie. Miał dwie starsze siostry: Kristin (1945-2018) i Kelly (ur. 1948). Jego ojciec chrzestny Forest „Evy” Evashevski (1918–2009) znalazł się w Galerii Sław Narodowej Fundacji Piłki Nożnej (National Football Foundation Hall of Fame).
Po ukończeniu Pierce College w Woodland Hills w dzielnicy Los Angeles, w latach 1973–1974 studiował komunikację na Uniwersytecie Kalifornijskim w Los Angeles. Był uczelnianym kapitanem zespołu footballowego, a w 1973 odebrał nagrodę Narodowej Footballowej Fundacji za całokształt. Krótko pracował jako sprzedawca w firmie produkującej buty do tenisa oraz jako stolarz.

### Kariera
Przygodę z aktorstwem rozpoczął poprzez swoją siostrę Kristin Harmon, gdy dostał pierwszą telewizyjną rolę Marka Johnsona w jednym z odcinków sitcomu Dziewczyny Ozziego (Ozzie’s Girls, 1973) – pt. Kandydat (The Candidate) z Ozziem Nelsonem. Występował gościnnie na srebrnym ekranie w serialach NBC: Nagły wypadek! (Emergency!, 1975) jako oficer Dave Gordon, Adam-12 (1975) jako policjant Gus Corbin, Sierżant Anderson (Police Woman, 1975–1976) i Centennial (1978–1979). Grał policjanta Mike’a Breena z labradorem retrieverem w serialu kryminalnym CBS Sam (1977–1978) i zastępcę Dwayne’a „Thiba” Thibideauxa z Misji Służby Ratunkowej Departamentu Szeryfa Hrabstwa Los Angeles w serialu policyjnym ABC 240-Robert (1979 z Joanną Cassidy. Drugoplanowa rola Roberta Dunlapa, weterana rozmawiającego z pierwszą damą w telewizyjnym dramacie biograficznym ABC Eleanor i Franklin w Białym Domu (Eleanor and Franklin: The White House Years, 1977) przyniosła mu nominację do nagrody Emmy.

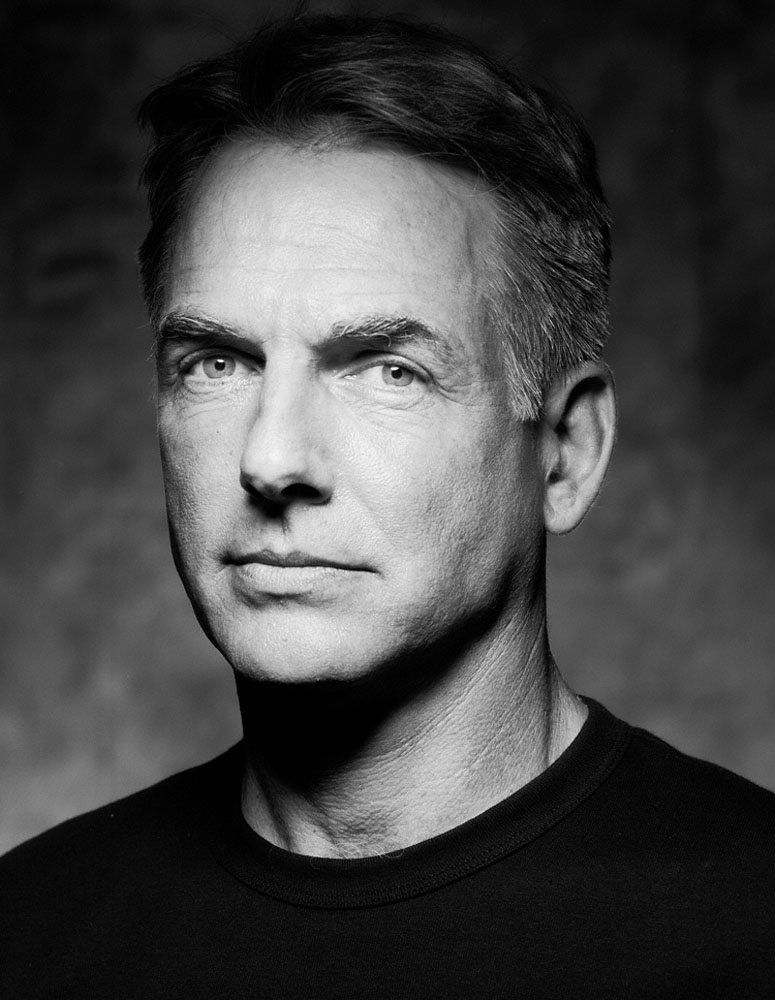
Mark Harmon (2005)

Debiutował na kinowym ekranie w westernie Alana J. Pakuli Przybywa jeździec (Comes a Horseman, 1978) z Jane Fondą i zaraz potem zagrał w dramacie katastroficznym filmie Irwina Allena Po tragedii Posejdona (Beyond the Poseidon Adventure, 1979). Lepiej jednak rozwijała się jego kariera telewizyjna. W operze mydlanej NBC Flamingo Road (1981–1982) wystąpił w roli Fieldinga Carlyle’a, niewiernego męża głównej bohaterki (Morgan Fairchild). W serialu NBC St. Elsewhere (1983–1986) zagrał postać Boba Calswella, lekarza chorego na AIDS. W reżyserskiej wersji sensacyjnego filmu przygodowego Stuarta Rosenberga Uwolnić Harry’ego (Let’s Get Harry) jako Harry Burck Jr., amerykański inżynier pracujący w Columbii, zostaje zakładnikiem przetrzymywanym dla okupu i nie pojawia się aż do ostatniej sekwencji ratunkowej. Przed planowaną premierą popularność Harmona wzrosła dzięki jego pracy nad St. Elsewhere i temu, że magazyn „People” przyznał mu tytuł „Najseksowniejszego żywego człowieka”, a producenci chcieli, aby Harmon stał się bardziej w centrum historii, pomimo sprzeciwu Rosenberga. Nakręcono dodatkowy materiał filmowy przedstawiający porwanie Harmona i jego przetrzymywanie jako zakładnika. W rezultacie Rosenberg wyrzekł się filmu, decydując się na uznanie go za Alana Smithee. 
Był dwa razy nominowany do nagrody Złotego Globu dla najlepszego aktora w miniserialu lub filmie telewizyjnym; za autentyczną rolę seryjnego mordercy Theodore Roberta Bundy’ego w telewizyjnym dramacie biograficznym NBC Rozważny nieznajomy (The Deliberate Stranger, 1986) i zupełnie odmienną rolę wdowca pozbawionego opieki nad czwórką synów przez rządzący się barbarzyńskimi metodami system opieki społecznej lat 30. XX wieku w dramacie CBS Zgodnie z obietnicą (After the Promise, 1987). Dwukrotnie spotkał się na planie filmowym z Kirstie Alley w komediach romantycznych: ABC Książę Bel Air ( Prince of Bel Air, 1986) jako Robin Prince, który czyści baseny dla bogaczy w Bel Air zaspokajając samotne żony i Letnia szkoła (Summer School, 1987) w reż. Carla Reinera w roli Freddy’ego Shoopa, nauczyciel wf–u, musi uczyć angielskiego w szkole letniej (licealnej), jeśli chce zostać na etacie. W serialu Na wariackich papierach (Moonlighting, 1987) pojawił się pod koniec trzeciego sezonu jako Sam Crawford, romantyczny obiekt zainteresowania Maddie (Cybill Shepherd) i rywal Davida (Bruce Willis). Następnie zagrał detektywa policji San Francisco Jaya Austina w dramacie sensacyjnym Presidio (The Presidio, 1988) u boku Seana Connery’ego i Meg Ryan, baseballistę Billy’ego Wyatta w melodramacie Skradziony dom (Stealing Home, 1988) z Jodie Foster, hollywoodzkiego aktorzynę i żigolaka w telewizyjnym remake’u NBC sztuki Tennessee Williamsa Słodki ptak młodości (Sweet Bird of Youth, 1989) z Elizabeth Taylor, prezentera pogody w telewizji Taylora Wortha w komedii romantycznej Gra o wysoką stawkę (Worth Winning, 1989) z Madeleine Stowe, prywatnego detektywa Davida Sheparda w melodramacie Ivana Passera Nigdy nie wierz mężczyźnie (Fourth Story, 1991) z Mimi Rogers, byłą gwiazdę rodeo Ertiego Robertsona, który po upadku z konia doznał urazu na całe życie w dramacie NBC Daleko, daleko od domu (Long Road Home, 1991), tytułową postać notorycznego bankowego rozbójnika w telewizyjnym filmie ABC Dillinger (1991) i tajemniczego wujka Charlesa w remake’u filmu Alfreda Hitchcocka Cień wątpliwości – CBS W cieniu podejrzenia (Shadow of a Doubt, 1991) w reż. Karen Arthur. 
Za rolę policyjnego badacza w serialu kryminalnym NBC Sensowne wątpliwości (Reasonable Doubts, 1991–1993) z Marlee Matlin był dwukrotnie nominowany do nagrody Złotego Globu dla najlepszego aktora w serialu dramatycznym. Potem był prywatnym detektywem w serialu ABC Charlie Grace (1995–1996) i lekarzem w serialu CBS Szpital Dobrej Nadziei (Chicago Hope, 1996–2000).
Był na okładkach „GQ” (w kwietniu 1987), „TV Guide” (w styczniu 2006, w listopadzie 2009, w maju 2014 i w marcu 2016), „Inland Empire” (w lipcu 2010) i „People” (w marcu 2019). 
W maju 2002 wcielił się w rolę agenta specjalnego United States Secret Service Simona Donovana w czterech odcinkach serialu NBC Prezydencki poker (The West Wing), zdobywając nominację do nagrody Emmy, dokładnie 25 lat po jego pierwszej nominacji. Donald P. Bellisario, twórca JAG i Agenci NCIS, zobaczył go w Prezydenckim pokerze i Harmon w kwietniu 2003 wystąpił gościnnie w dwóch odcinkach serialu JAG – Wojskowe Biuro Śledcze, gdzie Harmon został po raz pierwszy przedstawiony jako postać agenta NCIS Leroy Jethro Gibbs. Od września Harmon wystąpił jako Gibbs w dramacie CBS Agenci NCIS, który przyniósł mu sześć nominacji do People’s Choice Award, w tym nagrodę dla ulubionego aktora kryminalnego TV w 2017. Na planie filmowym ponownie spotkał się z trzema gwiazdami serii Szpital Dobrej Nadziei, Jayne Brook, Rockym Carrollem i Lauren Holly. Od 2008 został także producentem i producentem wykonawczym.

## Życie prywatne
21 marca 1987 zawarł związek małżeński z aktorką Pam Dawber. Mają dwóch synów: Seana Thomasa (ur. 26 kwietnia 1988) i Tyrone’a „Ty” Christiana (ur. 25 czerwca 1992). Gdy jego siostra Kristin popadła w alkoholizm, Harmon walczył o opiekę nad jej synem Samem Nelsonem. Jednak po wniesionej petycji syn ostatecznie pozostał przy swej matce.
Niegdyś uratował życie dwóm nastolatkom, którzy mieli wypadek samochodowy. Wyciągnął ich z płonącego auta.

## Filmografia

### Reżyser
- 2000:Boston Public (serial TV)
- 2000:Szpital Dobrej Nadziei (Chicago Hope, serial TV)

### Obsada

#### Filmy fabularne
- 1978: Przybywa jeździec (Comes a Horseman) jako Billy Joe Meynert
- 1979: Po tragedii Posejdona (Beyond the Poseidon Adventure) jako Larry Simpson
- 1984: Pustynny wojownik (Tuareg – Il guerriero del deserto) jako Gacel Sayah
- 1986: Uwolnić Harry’ego (Let's Get Harry) jako Harry Burck
- 1987: Dear America: Letters Home from Vietnam jako (głos)
- 1987: Letnia szkoła (Summer School) jako Freddy Shoop
- 1988: Presidio (The Presidio) jako Jay Austin
- 1988: Skradziony dom (Stealing Home) jako Billy Wyatt
- 1989: Gra o wysoką stawkę (Worth Winning) jako Taylor Worth
- 1990: Potem zjawiłeś się ty (Till There Was You) jako Frank Flynn
- 1991: Chłodne niebo (Cold Heaven) jako Alex Davenport
- 1994: Wyatt Earp jako Johnny Behan
- 1994: Urodzeni mordercy (Natural Born Killers) jako Mickey Knox w rekonstrukcji Wayne’a Gale'a
- 1995: Kochany potwór (Magic in the Water) jako Jack Black
- 1995: Kolacja z arszenikiem (The Last Supper) jako Męski szowinista
- 1997: The First to Go jako Jeremy Hampton
- 1997: Mniejsze zło (Casualties) jako Tommy Nance
- 1998: Las Vegas Parano (Fear and Loathing in Las Vegas) jako Dziennikarz prasowy przy Mint 400
- 1999: Pamiętny kwiecień (I’ll Remember April) jako John Cooper
- 2000: Rodzina Amati (The Amati Girls) jako Lawrence
- 2002: Pamiętne lato (Local Boys) jako Jim Wesley
- 2003: Zakręcony piątek (Freaky Friday) jako Ryan
- 2004: Córka prezydenta (Chasing Liberty) jako prezydent James Foster
- 2009: Weather girl jako Dale
- 2010: Liga Sprawiedliwych: Kryzys na dwóch Ziemiach (Justice League: Crisis on Two Earths) jako Clark Kent/Superman
- 2011: Certain Prey jako Deputy Chief Lucas Davenport

#### Filmy TV
- 1977: Eleanor i Franklin w Białym Domu (Eleanor and Franklin: The White House Years) jako Robert Dunlap
- 1978: Otrzymać ślub (Getting Married) jako Howie Lesser
- 1978: Little Mo jako Norman Brinker
- 1980: Flamingo Road jako Fielding Carlyle
- 1980: Sprzedawcy marzeń (The Dream Merchants) jako Johnny Edge
- 1981: 'Goliat' czeka (Goliath Awaits) jako Peter Cabot
- 1983: Intymny ból (Intimate Agony) jako Tommy
- 1986: Rozważny nieznajomy (The Deliberate Stranger) jako Ted Bundy
- 1986: Książę Bel Air (Prince of Bel Air) jako Robin Prince
- 1987: Po obietnicy (After the Promise) jako Elmer Jackson
- 1989: Słodki ptak młodości (Sweet Bird of Youth) jako Chance Wayne
- 1991: Dillinger jako John Dillinger
- 1991: Czwarta opowieść (Fourth Story) jako David Shepard
- 1991: Długa droga do domu (Long Road Home) jako Ertie Robertson
- 1991: W cieniu podejrzenia (Shadow of a Doubt) jako Charles
- 1995: Akt skruchy (Original Sins) jako Johnathan Franye
- 2000: For All Time jako Lawrence
- 2001: I nigdy nie pozwolić jej odejść (And Never Let Her Go) jako Thomas Capano
- 2001: Cena za życie (Crossfire Trail) jako Bruce Barkow

#### Seriale TV
- 1975: Nagły wypadek ! (Emergency!) jako oficer Dave Gordon
- 1975: Adam-12  jako oficer Gus Corbin
- 1975: Sierżant Anderson (Police Woman) jako Paul Donin
- 1976: Laverne & Shirley jako Victor, nabywca Jeepa
- 1976: Sierżant Anderson (Police Woman) jako Stansky
- 1977: The Hardy Boys/Nancy Drew Mysteries jako Chip Garvey
- 1978: Centennial jako kapitan John McIntosh
- 1978: Sam jako oficer Mike Breen
- 1979: Statek miłości (The Love Boat) jako Doug Bradbury
- 1979-80: 240-Robert jako agent Dwayne Thibideaux
- 1981-82: Flamingo Road jako Fielding Carlyle
- 1983: Statek miłości (The Love Boat)
- 1983–1986: St. Elsewhere jako dr Robert 'Bobby' Caldwell
- 1987: Na wariackich papierach (Moonlighting) jako Sam Crawford
- 1987: Saturday Night Live jako Gospodarz
- 1991–1993:Sensowne wątpliwości (Reasonable Doubts) jako detektyw Dicky Cobb
- 1993:Serca Zachodu (Harts of the West) jako klown rodeo
- 1995: Charlie Grace jako Charlie Grace
- 1996: Dziwniejsze (Strangers) jako Mark
- 1996–2000: Szpital Dobrej Nadziei (Chicago Hope) jako dr Jack McNeil
- 1998: Z Ziemi na Księżyc (From the Earth to the Moon) jako astronauta Walter Schirra
- 2001: Legenda Tarzana (The Legend of Tarzan) jako Bob Markham
- 2002: Prezydencki poker (The West Wing) jako agent Simon Donovan
- 2003: JAG– Wojskowe Biuro Śledcze jako agent specjalny Leroy Jethro Gibbs (gościnnie)
- 2003-: Agenci NCIS jako agent specjalny Leroy Jethro Gibbs
- 2012: Family Guy
- 2014: Agenci NCIS: Nowy Orlean jako agent specjalny Leroy Jethro Gibbs (gościnnie)